# 東京朝日新聞
東京朝日新聞（とうきょうあさひしんぶん）は日本の日刊新聞である『朝日新聞』の東日本地区での旧題。現在の朝日新聞東京本社版の前身にあたる。略称は東朝（とうちょう）。
大正期には東京五大新聞（東京日日、報知、時事、國民、東京朝日）の一角として数えられた。関東大震災では大打撃を受けたが、大阪本拠の利点を生かして立ち直り、逆に在京既存紙を揺るがす形で伸張した。昭和初期までは「東亰朝日新聞」と「京」の異体字を使用していた。

## 沿革
- 1884年5月11日 星亨が自由党の機関紙として『自由燈』を創刊。
- 1886年1月14日 『燈新聞』と改題。
- 1887年4月1日 『めさまし新聞』と改題。
- 1888年7月10日 大阪の朝日新聞社が買収。『東京朝日新聞』と改題の上、新創刊。
- 1890年1月1日 元日号に付録を付ける（元祖）。
- 1890年3月 在京16新聞社、『東京朝日新聞』の販売数急増をねたみ、東京5大新聞売捌店に同紙の不買同盟結成をよびかけ、失敗した[2]
- 1897年2月1日 前日の八王子大火に関する報道で、業界で初めて記事伝送に伝書鳩を使用。
- 1900年7月22日 発行部数10万部を突破。
- 1903年12月   池辺三山が山県有朋に対露策を説く。杉村楚人冠が入社。
- 1907年3月1日 渋川玄耳が社会部長として入社。
- 同年5月3日 夏目漱石が小説記者として入社。
- 1909年3月1日 石川啄木が校正係として入社。
- 1919年8月15日 初の新聞縮刷版を刊行。
- 1920年11月11日 編集局長に安藤正純が就任。
- 1921年2月1日 夕刊を発行。
- 1923年9月9日 営業局長に石井光次郎が就任。
- 1925年2月6日 編集局長に緒方竹虎が就任。
- 1927年3月20日 有楽町の新社屋に移転（現在、有楽町マリオンが立地）。この時、近隣の京橋区銀座西にあった読売新聞社の社長正力松太郎に紹介を受けたとの逸話がある。
- 1934年4月18日 主筆に緒方、編集局長に美土路昌一が就任。
- 1936年1月25日 東京版に横山隆一の4コマ漫画『江戸ッ子健ちゃん』を掲載（『フクちゃん』の開始）。
- 同年2月26日 二・二六事件の際、反乱部隊に襲撃される。
- 同年5月21日 緒方が朝日新聞社全体の主筆に就任。
- 1940年9月1日 『大阪朝日新聞』と共に『朝日新聞』に改題。

## 名残
| 左：東京朝日新聞の題字 / 右：朝日新聞東京本社版の題字 |  | 左：東京朝日新聞の題字 / 右：朝日新聞東京本社版の題字 |
| 左：東京朝日新聞の題字 / 右：朝日新聞東京本社版の題字 |  |                                                       |

現在の朝日新聞でも、東京本社版の題字の字模様は桜木であり、東京本社の社旗も朝日が左で右に向かって旭光が出ている意匠となっている。これに対し大阪本社版の題字の字模様は葦であり、社旗の意匠も東京本社とは逆向きになっている。